# Fortitudo Agrigento 2021-2022
La Fortitudo Agrigento nel 2021-2022 ha disputato il campionato di Serie B.

## Verdetti stagionali
- Serie B Girone D: (43 partite)

prima fase: 1º nel Girone D su 16 squadre (27-3);
play-off: vincitore in finale su Rieti (9-4).
- Coppa Italia LNP: (2 partite)

semifinalista, eliminato da Roseto (1-1).
- Supercoppa LNP: (4 partite)

quarti di finale, eliminato da Cividale (3-1).

## Roster
| Fortitudo Agrigento | Fortitudo Agrigento |
| Giocatori           | Staff tecnico       |
| ------------------- | ------------------- |

| N. | Naz.                                     | Ruolo | Nome                    | Anno | Alt.   | Peso  |  |
| -- | ---------------------------------------- | ----- | ----------------------- | ---- | ------ | ----- |  |
| 3  | Italia (bandiera)                        | GA    | Sadio Soumalia Traoré   | 2004 | 200 cm | 94 kg |  |
| 5  | Italia (bandiera)                        | P     | Alessandro Grande       | 1994 | 185 cm | 78 kg |  |
| 7  | Italia (bandiera)                        | PG    | Umberto Indelicato      | 2002 | 185 cm | 70 kg |  |
| 8  | Italia (bandiera)                        | P     | Giuseppe Cuffaro        | 1998 | 181 cm | 79 kg |  |
| 10 | Argentina (bandiera)                     | G     | Bruno Santiago          | 1993 | 188 cm | 82 kg |  |
| 11 | Italia (bandiera)                        | A     | Cosimo Costi            | 2000 | 203 cm | 90 kg |  |
| 12 | Italia (bandiera) · Argentina (bandiera) | A     | Albano Chiarastella (C) | 1985 | 195 cm | 92 kg |  |
| 13 | Argentina (bandiera)                     | PG    | Nicolas Morici          | 1994 | 191 cm | 90 kg |  |
| 17 | Italia (bandiera)                        | G     | Luca Bellavia           | 2001 | 190 cm | 80 kg |  |
| 18 | Estonia (bandiera)                       | A     | Mait Peterson           | 2002 | 208 cm | 80 kg |  |
| 23 | Italia (bandiera)                        | A     | Nicolas Mayer           | 2001 | 190 cm | 80 kg |  |
| 34 | Italia (bandiera)                        | AC    | Andrea Lo Biondo        | 1998 | 206 cm | 92 kg |  |
| 14 | Italia (bandiera)                        | G     | Lorenzo Ambrosin        | 1997 | 195 cm | 90 kg |  |
|    | Italia (bandiera)                        | AP    | Giorgio Parla           |      |        |       |  |

| Allenatore                                                                     |
| - Michele Catalani                                                             |
| Assistente/i                                                                   |
| - Giacomo Cardelli Legenda - (C) Capitano - (IN) Inattivo - Infortunato Roster |

### Organigramma
- Organigramma societario
  - Presidente: Salvatore Moncada[1], dal 5 maggio Gabriele Moncada
  - Vice Presidente: Angelo Iacono Quarantino
  - Direttore Sportivo: Cristian Mayer
  - Team Manager: Guglielmo Fiannaca
  - Ufficio Stampa: Marco Gallo
  - Marketing ed Eventi: Laura Vento

- Staff tecnico
  - Allenatore: Michele Catalani
  - Vice allenatore: Giacomo Cardelli
  - Preparatore fisico: Gianluca Amato
  - Massofisioterapista: Damiano Alba

## Statistiche

### Stagione regolare
| Nome                  | Pun | G  | Min | Falli | Falli | Tiri da 2 | Tiri da 2 | Tiri da 2 | Tiri da 3 | Tiri da 3 | Tiri da 3 | Tiri Liberi | Tiri Liberi | Tiri Liberi | Rimbalzi | Rimbalzi | Rimbalzi | Stop | Stop | Palle | Palle | Ass |
| Nome                  | Pun | G  | Min | C     | S     | R         | T         | %         | R         | T         | %         | R           | T           | %           | O        | D        | T        | D    | S    | P     | R     | Ass |
| --------------------- | --- | -- | --- | ----- | ----- | --------- | --------- | --------- | --------- | --------- | --------- | ----------- | ----------- | ----------- | -------- | -------- | -------- | ---- | ---- | ----- | ----- | --- |
| Alessandro Grande     | 421 | 26 | 755 | 58    | 91    | 93        | 172       | 54        | 56        | 136       | 41        | 67          | 82          | 82          | 6        | 68       | 74       | 0    | 2    | 60    | 34    | 108 |
| Albano Chiarastella   | 357 | 28 | 938 | 58    | 96    | 101       | 173       | 58        | 34        | 107       | 32        | 53          | 71          | 75          | 20       | 256      | 276      | 1    | 1    | 75    | 31    | 86  |
| Cosimo Costi          | 299 | 25 | 729 | 51    | 84    | 67        | 120       | 56        | 34        | 96        | 35        | 63          | 83          | 76          | 18       | 124      | 142      | 8    | 0    | 29    | 23    | 16  |
| Nicolas Morici        | 296 | 27 | 783 | 49    | 58    | 91        | 164       | 55        | 27        | 82        | 33        | 33          | 48          | 69          | 30       | 121      | 151      | 3    | 3    | 47    | 24    | 72  |
| Andrea Lo Biondo      | 294 | 30 | 653 | 59    | 49    | 108       | 159       | 68        | 10        | 45        | 22        | 48          | 61          | 79          | 32       | 117      | 149      | 4    | 2    | 51    | 15    | 16  |
| Santiago Bruno        | 197 | 28 | 673 | 61    | 42    | 23        | 58        | 40        | 44        | 129       | 34        | 19          | 24          | 79          | 12       | 34       | 46       | 1    | 0    | 35    | 19    | 44  |
| Mait Peterson         | 175 | 26 | 526 | 67    | 35    | 67        | 120       | 56        | 0         | 4         | 0         | 41          | 51          | 80          | 40       | 59       | 99       | 1    | 4    | 28    | 16    | 11  |
| Giuseppe Cuffaro      | 141 | 30 | 553 | 75    | 31    | 30        | 66        | 45        | 22        | 58        | 38        | 15          | 19          | 79          | 11       | 28       | 39       | 0    | 3    | 46    | 18    | 47  |
| Sadio Soumalia Traore | 38  | 9  | 99  | 16    | 9     | 15        | 22        | 68        | 1         | 4         | 25        | 5           | 7           | 71          | 5        | 17       | 22       | 1    | 0    | 5     | 4     | 7   |
| Nicolas Mayer         | 29  | 17 | 148 | 12    | 6     | 5         | 12        | 42        | 5         | 18        | 28        | 4           | 5           | 80          | 1        | 11       | 12       | 0    | 0    | 9     | 1     | 9   |
| Luca Bellavia         | 23  | 22 | 128 | 18    | 11    | 5         | 15        | 33        | 2         | 8         | 25        | 7           | 11          | 64          | 10       | 12       | 22       | 0    | 0    | 10    | 5     | 9   |
| Giorgio Parla         | 7   | 2  | 38  | 5     | 2     | 2         | 4         | 50        | 1         | 5         | 20        | 0           | 0           | 0           | 1        | 6        | 7        | 0    | 0    | 2     | 4     | 4   |
| Umberto Indelicato    | 5   | 4  | 27  | 6     | 1     | 1         | 3         | 33        | 1         | 4         | 25        | 0           | 0           | 0           | 2        | 4        | 6        | 0    | 0    | 4     | 0     | 1   |

### Play-off
| Nome                  | Pun | G  | Min | Falli | Falli | Tiri da 2 | Tiri da 2 | Tiri da 2 | Tiri da 3 | Tiri da 3 | Tiri da 3 | Tiri Liberi | Tiri Liberi | Tiri Liberi | Rimbalzi | Rimbalzi | Rimbalzi | Stop | Stop | Palle | Palle | Ass |
| Nome                  | Pun | G  | Min | C     | S     | R         | T         | %         | R         | T         | %         | R           | T           | %           | O        | D        | T        | D    | S    | P     | R     | Ass |
| --------------------- | --- | -- | --- | ----- | ----- | --------- | --------- | --------- | --------- | --------- | --------- | ----------- | ----------- | ----------- | -------- | -------- | -------- | ---- | ---- | ----- | ----- | --- |
| Lorenzo Ambrosin      | 181 | 13 | 382 | 44    | 45    | 32        | 67        | 48        | 23        | 67        | 34        | 48          | 51          | 94          | 6        | 51       | 57       | 1    | 1    | 16    | 18    | 15  |
| Alessandro Grande     | 154 | 13 | 363 | 29    | 37    | 28        | 66        | 42        | 26        | 60        | 43        | 20          | 26          | 77          | 6        | 32       | 38       | 0    | 2    | 40    | 9     | 42  |
| Nicolas Morici        | 138 | 13 | 408 | 27    | 43    | 37        | 74        | 50        | 13        | 51        | 25        | 25          | 31          | 81          | 20       | 55       | 75       | 1    | 0    | 20    | 19    | 32  |
| Albano Chiarastella   | 101 | 10 | 320 | 21    | 35    | 29        | 47        | 62        | 8         | 28        | 29        | 19          | 25          | 76          | 10       | 93       | 103      | 0    | 0    | 31    | 13    | 29  |
| Mait Peterson         | 95  | 12 | 296 | 28    | 28    | 34        | 56        | 61        | 0         | 1         | 0         | 27          | 35          | 77          | 16       | 49       | 65       | 2    | 1    | 14    | 4     | 5   |
| Cosimo Costi          | 88  | 9  | 207 | 18    | 28    | 22        | 37        | 59        | 6         | 28        | 21        | 26          | 33          | 79          | 4        | 28       | 32       | 1    | 0    | 13    | 5     | 3   |
| Santiago Bruno        | 53  | 13 | 314 | 32    | 19    | 5         | 15        | 33        | 13        | 42        | 31        | 4           | 6           | 67          | 2        | 18       | 20       | 1    | 0    | 12    | 7     | 21  |
| Andrea Lo Biondo      | 50  | 13 | 185 | 26    | 13    | 23        | 41        | 56        | 0         | 7         | 0         | 4           | 8           | 50          | 9        | 31       | 40       | 0    | 3    | 19    | 7     | 5   |
| Giuseppe Cuffaro      | 21  | 13 | 119 | 18    | 8     | 4         | 9         | 44        | 3         | 12        | 25        | 4           | 6           | 67          | 4        | 10       | 14       | 0    | 0    | 6     | 3     | 7   |
| Sadio Soumalia Traore | 1   | 1  | 2   | 0     | 1     | 0         | 0         | 0         | 0         | 0         | 0         | 1           | 2           | 50          | 0        | 0        | 0        | 0    | 0    | 0     | 0     | 0   |
| Nicolas Mayer         | 0   | 1  | 2   | 0     | 0     | 0         | 0         | 0         | 0         | 1         | 0         | 0           | 0           | 0           | 0        | 1        | 1        | 0    | 0    | 0     | 0     | 0   |
| Umberto Indelicato    | 0   | 1  | 2   | 1     | 0     | 0         | 0         | 0         | 0         | 0         | 0         | 0           | 0           | 0           | 0        | 0        | 0        | 0    | 0    | 0     | 0     | 0   |